# Callsign

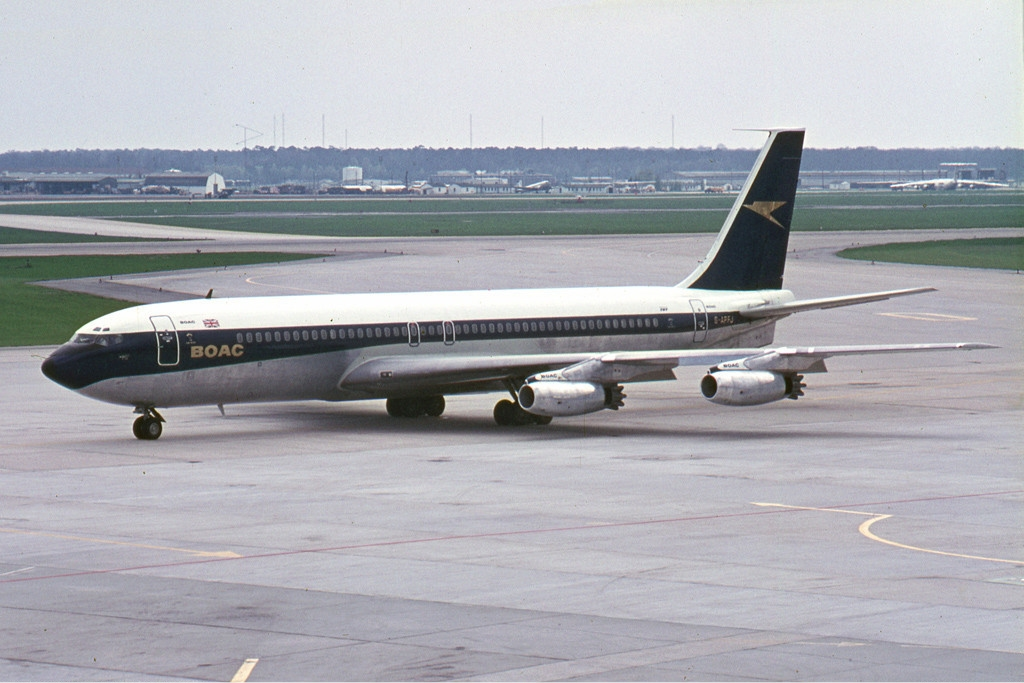
Fågeln från stjärtfenan av en Boeing 707 från BOAC som utvecklades till dagens callsign Speedbird för British Airways.

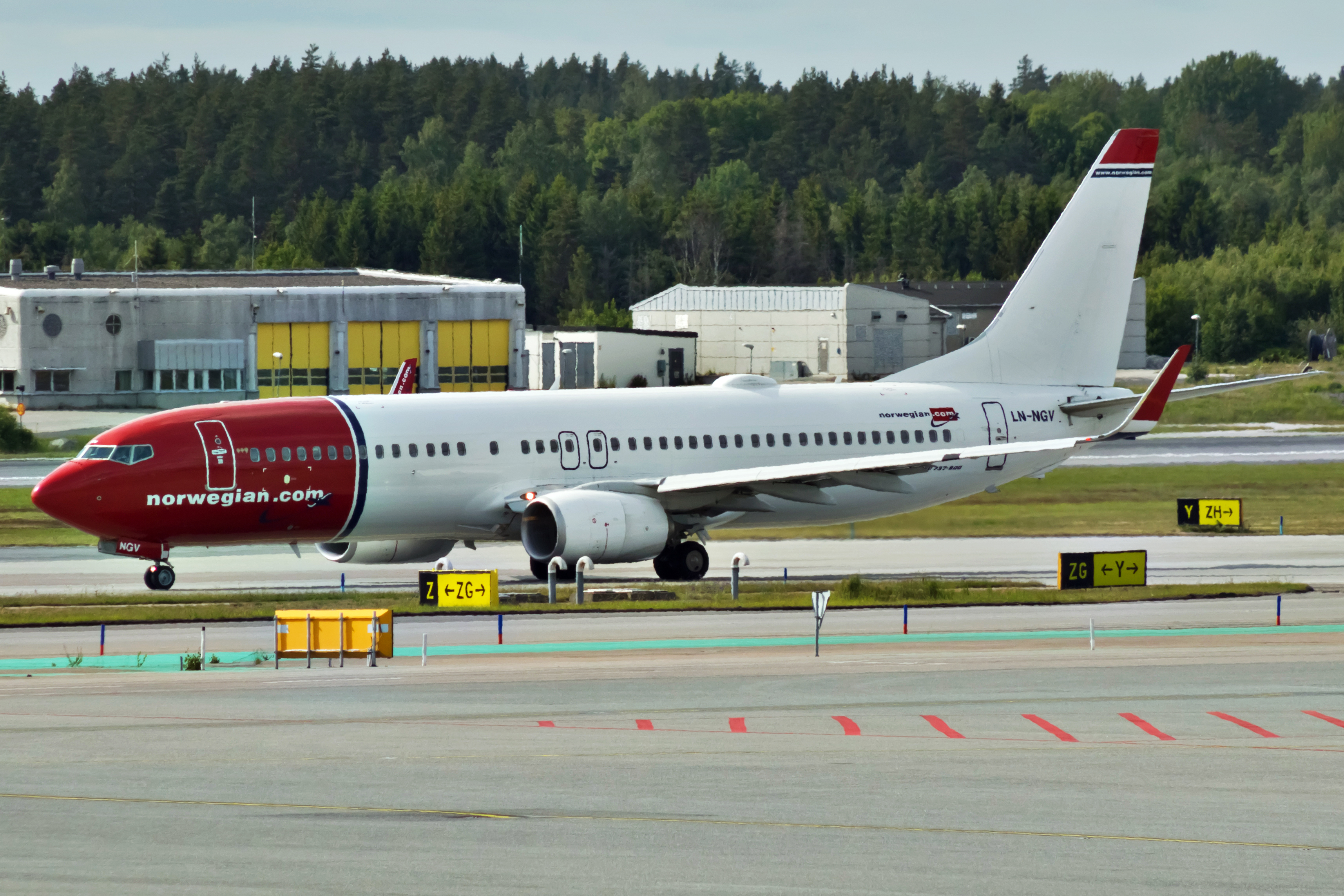
Norwegian Air Shuttle fick sitt säregna callsign Rednose efter dess målning med främre delen av planet målat röd, som Rudolf med röda mulen.

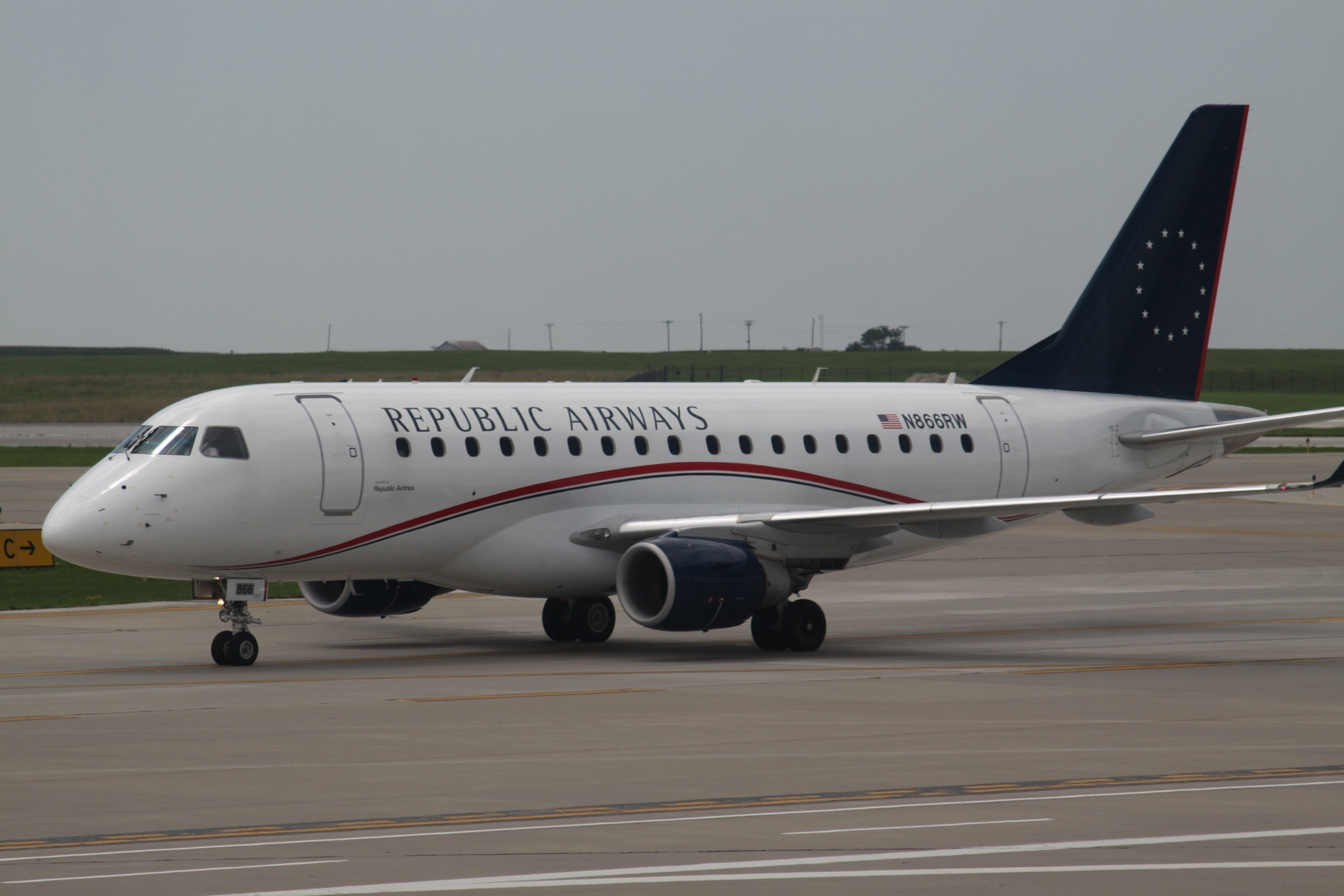
Brickyard Embraer 170 från Republic Airways i dess ursprungliga målning innan övertagandet av United Airlines.

Callsign eller anropssignal är inom flygtrafik det namn eller kod som flygledaren använder i kommunikation med de flygplan de kontrollerar. Flygbolags callsigns är unika identifierare som används i radiokommunikation mellan flygplan och flygledare. De skiljer sig ofta från flygbolagets kommersiella namn och följer vissa internationella regler. Det finns åtskilliga regler för vad som får användas som callsign och hur de skall användas. Huvudpremisserna står skrivna i Internationella civila luftfartsorganisationens Annex 10: Aeronautical Communications, Volume II - Communication Procedures, Chapter 5.
Användningen skiljer sig även mellan Internationella civila luftfartsorganisationen (ICAO) och International Air Transport Association (IATA).

## Historia
Historiskt sett användes tvåbokstavskoder för att identifiera flygbolag, men med tiden och den ökande mängden flygbolag övergick ICAO till ett system med trebokstavskoder för att rymma det växande antalet operatörer. Denna förändring genomfördes för att säkerställa tydlig och entydig identifiering av flygbolag i internationella flygoperationer.

## Användning
ICAO-designatorer består av en unik treställig bokstavskod och ett numeriskt eller alfanumeriskt flightnummer. Till exempel representeras Scandinavian Airlines av "SAS", så en flygning kan identifieras som "SAS945". British Airways använder "BAW" som sin ICAO-designator, vilket kan leda till ett callsign som "BAW100". IATA-koder däremot är tvåbokstavskoder som ofta används i biljettbokningar och passagerarinformation. Till exempel använder British Airways "BA" som sin IATA-kod, så en flygning kan refereras till som "BA100".
Vissa flygbolag använder sitt företagsnamn direkt som sitt callsign, såsom "Scandinavian" för Scandinavian Airlines. Andra använder unika namn för att undvika förväxling och öka tydligheten i kommunikationen. Vad som avgör ett flygbolags callsign skiljer sig, men de överensstämmer alltså inte alltid med flygbolagets namn. Bland annat kan de bero på att dotterbolag använder ett annat certifikat (AOC) och att man då vill skilja på de olika operatörerna. Till exempel använder British Airways "Speedbird" som sitt callsign, vilket härstammar från deras historiska logotyp och ärvdes från British Overseas Airways Corporation (BOAC). Norwegian Air Shuttle använder "Rednose". PSA Airlines använder "Blue Streak". US Airways använde tidigare callsign CACTUS, förevigat genom kapten Chesley Sullenbergers nödrop till flygledningen efter fågelkollisionen över New York. Republic Airlines använder "Brickyard". Flygbolaget har tagit sitt callsign från Indianapolis Motor Speedway, hem för Indianapolis 500-loppet. År 1909, när banan belades med tre miljoner tegelstenar, gav lokalbefolkningen den smeknamnet ”The Brickyard”. Med över 130 flygplan i drift kan Republic Airlines callsign ”Brickyard” höras från kust till kust, varifrån inspirationen kommer. Callsign följs alltid av flightnumret inom reguljärtrafik. Privatägda flygplan brukar dock använda sin registrering som callsign.
Militära flygningar har ofta egna format, ofta med en kombination av flygplansnummer och enhetsbeteckning. Privatflyg och charterbolag kan använda anpassade callsigns, ibland baserade på flygplansregistreringen eller företagsnamnet.
Enligt Internationella civila luftfartsorganisationens standarder ska callsigns vara unika globalt och lätta att uttala på engelska. De måste registreras hos lokala luftfartsmyndigheter och godkännas av ICAO. De skall vara utformade för säkerhet och tydlighet, vilket är den mest avgörande faktorn i valet av callsign. Callsigns är utformade för att minimera risken för missförstånd i radiokommunikation.  Särskilt viktigt är det vid låghöjdsflygning och högriskfaser som start och landning, där ett missat radiosamtal kan ställa till det ordentligt. Därför undviks liknande callsigns mellan olika flygbolag kan leda till förvirring, särskilt i hektiska luftrum, och kan därför ändras vid behov. Vid specialoperationer, såsom humanitära flygningar, kan flygbolag tilldelas tillfälliga callsigns för att ytterligare öka tydligheten. Detta gäller såklart inte bara flygtrafiken utan även andra instanser där kommunikation är livsviktig och tidskritisk.
Olika regioner kan ha ytterligare krav på callsigns. Till exempel har Federal Aviation Administration (FAA) i USA och Europeiska unionens byrå för luftfartssäkerhet (EASA) specifika riktlinjer för att undvika sammanblandning av callsigns. Vissa länder kräver att callsigns följer ett visst mönster, särskilt för militära och statliga flygningar.

## Flightnummer
Flygnummer eller flightnummer är unika identifierare som flygbolag tilldelar sina flygningar för både operativa och informativa ändamål. Vanligtvis består ett flygnummer av flygbolagets tvåbokstavskod följt av en siffersekvens, till exempel "BA283" för British Airways flygning 283.
I grund och botten är flygnumret en unik identifieringskod som tilldelas varje flygning, likt en registreringsskylt på en bil. Detta nummer fyller flera viktiga funktioner, såsom att hjälpa passagerare att snabbt hitta sin gates placering på flygplatsens informationsskärmar. Detta är särskilt användbart när flera flygningar går till samma destination samtidigt, vilket är vanligt under högsäsong för resor.
Flygningar som går österut tilldelas ofta jämna nummer, medan de som går västerut får udda nummer. En flygning från London till New York blir då tilldelad till exempel flygnummer 1, medan returflygningen blir Flight 2. Användningen av udda och jämna flygnummer för att indikera flygriktning är en praxis som varierar mellan flygbolag och regioner. Vissa flygbolag tilldelar jämna nummer till östgående flygningar och udda nummer till västgående flygningar för att underlätta intern organisation och planering. Det är dock viktigt att notera att detta inte är en universell standard, och metoderna kan skilja sig åt beroende på flygbolagets interna policyer och operativa behov.
Denna praxis är inte nödvändigtvis kopplad till de flygnivåer som används under flygningen. Enligt internationella flygregler flyger flygplan på udda flygnivåer när de färdas österut (exempelvis 37 000 fot) och på jämna flygnivåer när de färdas västerut (till exempel 38 000 fot). Detta system är utformat för att säkerställa säkra separationsstandarder mellan flygplan som flyger i motsatta riktningar.
Sammanfattningsvis används udda och jämna flygnummer främst för flygbolagens interna syften och kan variera beroende på deras specifika rutiner och behov.
Flygnummers betydelse och prioritet skiljer sig också. Lägre flygnummer tenderar att tilldelas flygrutter som anses vara viktigare eller mer trafikerade, medan högre, fyrsiffriga nummer, vanligtvis tilldelas fraktflygplan, ambulansflyg- eller charteravgångar samt rutter med låg passagerarfrekvens.
Dessa konventioner kan variera mellan olika flygbolag och regioner, och det finns ingen universell standard för tilldelning av flygnummer. Varje flygbolag utvecklar sitt eget system baserat på operativa behov, marknadsstrategier och historiska faktorer.